# Flughafen Hengchun

i7
i11
i13
Der Flughafen Hengchun (chinesisch 恆春機場, Pinyin Héngchūn Jīchǎng, englisch Hengchun Airport, IATA-Code: HCN, ICAO-Code: RCKW) ist ein kleiner Regionalflughafen
im Ortsteil Renshou (仁壽) nördlich der Altstadt von Hengchun im Landkreis Pingtung an der Südspitze der Insel Taiwan.

## Geschichte
Schon zur Zeit der japanischen Herrschaft über Taiwan wurde ein kleines Militärflugfeld bei Hengchun angelegt, das aber in der Folgezeit kaum genutzt wurde. Der heutige Flughafen wurde nach etwa dreijähriger Bauzeit am 12. Januar 2004 eröffnet. Der Flughafen war im Rahmen eines Plans der Regierung zur Ankurbelung des Tourismus erbaut worden. Im Rahmen dieses Plans waren ausgewählte Regionen, die sich für den Tourismus besonders eigneten, ausgewählt worden, mit dem Ziel, deren Tourismus-Infrastruktur zu verbessern. Die Zahl der ausländischen Touristen sollte bis zum Jahr 2008 auf über 2 Millionen pro Jahr und die Zahl der Touristen insgesamt auf über 5 Millionen jährlich gesteigert werden. Mit dem Tourismusplan wurden explizit auch politische Zielsetzungen verbunden. Taiwan sollte internationalen Besuchern als friedliche und demokratische Gesellschaft präsentiert werden – eine Art „Shangri-La des Friedens und der Prosperität“ – um damit der internationalen Isolation des Landes entgegenzuwirken.
Zu den zu entwickelnden Tourismusregionen zählte auch die Hengchun-Halbinsel an der Südspitze Taiwans. Aufgrund des tropischen, milden Klimas und der eindrucksvollen Natur mit dem Kenting-Nationalpark und mehreren Badestränden, hoffte man, gestresste Großstädter aus den Metropolen des Nordens (Taipeh, Landkreis Taipeh bzw. Neu-Taipeh usw.) und ausländische Urlauber, die über den internationalen Flughafen Taiwan Taoyuan eintrafen, als Urlauber anzulocken.
Der Flughafenbau kostete 539 Millionen NT$ (damals etwa 15,2 Millionen Euro). Die Planungen sahen vor, dass im Jahr 2016 170.000 Fluggäste pro Jahr dort eintreffen sollten.

## Neuere Entwicklungen
| Jahr | Fluggäste |
| ---- | --------- |
| 2004 | 23.000    |
| 2006 | 11.000    |
| 2011 | 2.448     |
| 2014 | 768       |
| 2015 | 0         |
| 2016 | 0         |

Der Flughafen startete mit regelmäßigen Linienflügen von und nach Taipeh. Die Erwartungen, die in den Flughafen gesetzt wurden, erfüllten sich bisher nicht. Dafür waren vor allem zwei Gründe verantwortlich. Zum einen hatte die Eröffnung der Hochgeschwindigkeits-Bahnstrecke zwischen Taipeh und Kaohsiung im Jahr 2007 die Reisedauer zwischen diesen beiden Städten auf nur etwa anderthalb Stunden verkürzt. Ein Nadelöhr blieb allerdings weiterhin die Anschlussverbindung zwischen Kaohsiung und Hengchun, die zusätzliche 2 bis 2,5 Stunden per Taxi oder 3 Stunden per Bus erforderte. Zum anderen zeigte sich, dass der Flughafen häufiger aufgrund unerwartet starker Fallwinde vor allem durch den Nordost-Monsun von Oktober bis April geschlossen bleiben musste, was die Verbindung unzuverlässig machte. Hengchun konkurriert zudem als Tourismusziel mit den Penghu-Inseln, die mit etwa einer Stunde Flugdauer von jedem Flughafen Taiwans aus erreichbar sind. Auch das japanische Okinawa ist als Tourismus-Ziel nur 100 Flugminuten entfernt.

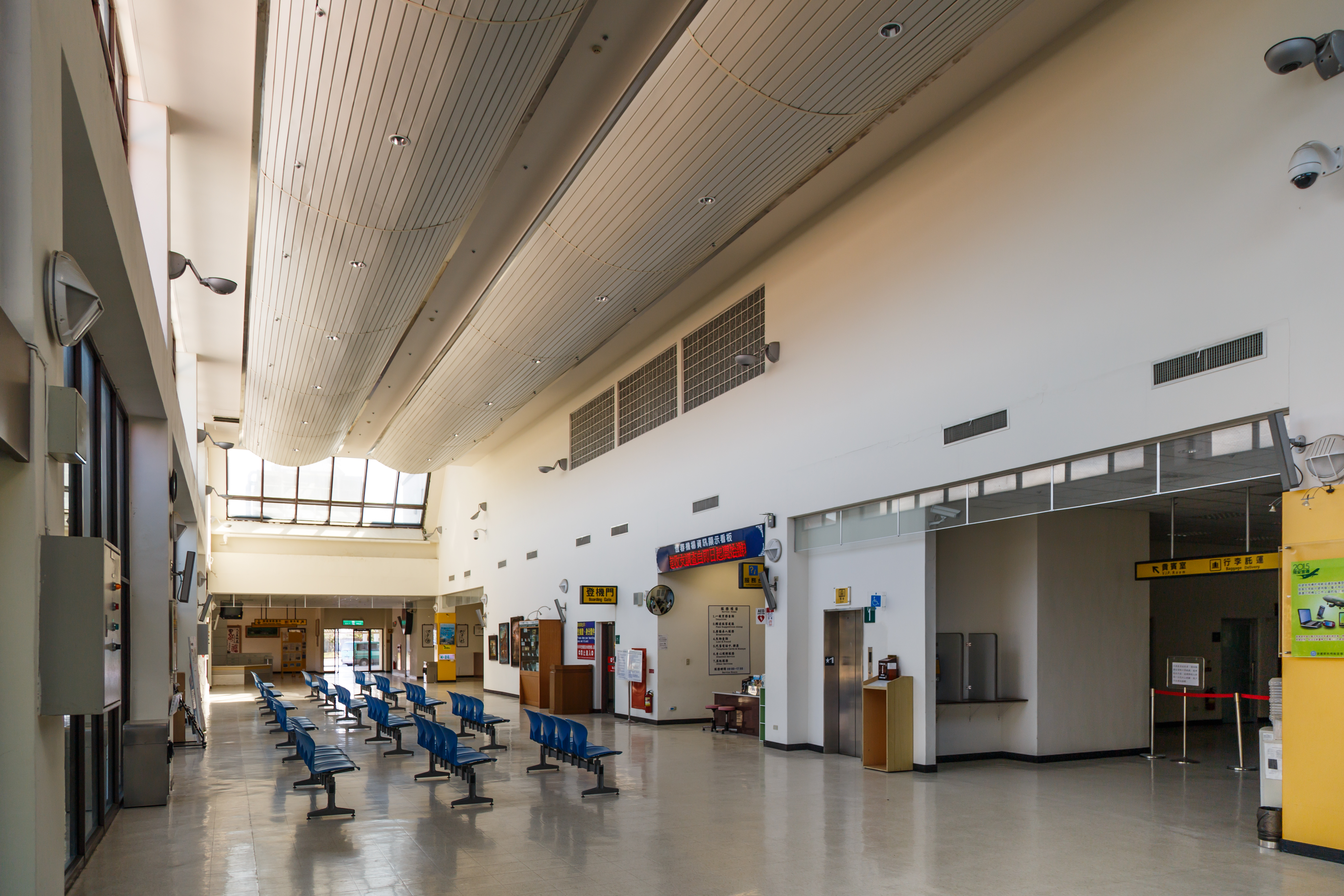
Abfertigungshalle

Seit dem Jahr 2007 war Uni Air die einzige Fluggesellschaft, die die Route Hengchun↔Taipeh bediente. Die anfänglichen verwendeten De Havilland DHC-8 wurden später durch ATR-72-Maschinen ersetzt. Die Fluggastzahlen fielen kontinuierlich von Jahr zu Jahr. Seit September 2014 gab es gar keinen Flugbetrieb mehr. Im Jahr 2016 erwirtschaftete der brachliegende Flughafen ein Defizit von 60 Millionen NT$ (1,7 Millionen Euro). In einzelnen Presseorganen wurde der Flughafen als „Moskito-Flughafen“ (蚊子機場) verspottet, da dies die einzigen Flugobjekte seien, die hier landeten und starteten.
Nachdem der Flughafen mehr als 20 Monate keine einzige Flugbewegung gesehen hatte, stellte die Taiwanische Luftfahrtbehörde im Mai 2016 öffentlich Überlegungen an, den Flughafen an das Militär zu übergeben. Im Mai 2017 billigte die taiwanische Regierung grundsätzlich einen Plan, nachdem der Flughafen probeweise für zwei Jahre in einen internationalen Charterflughafen umgewandelt werden soll.